# Bestenaga

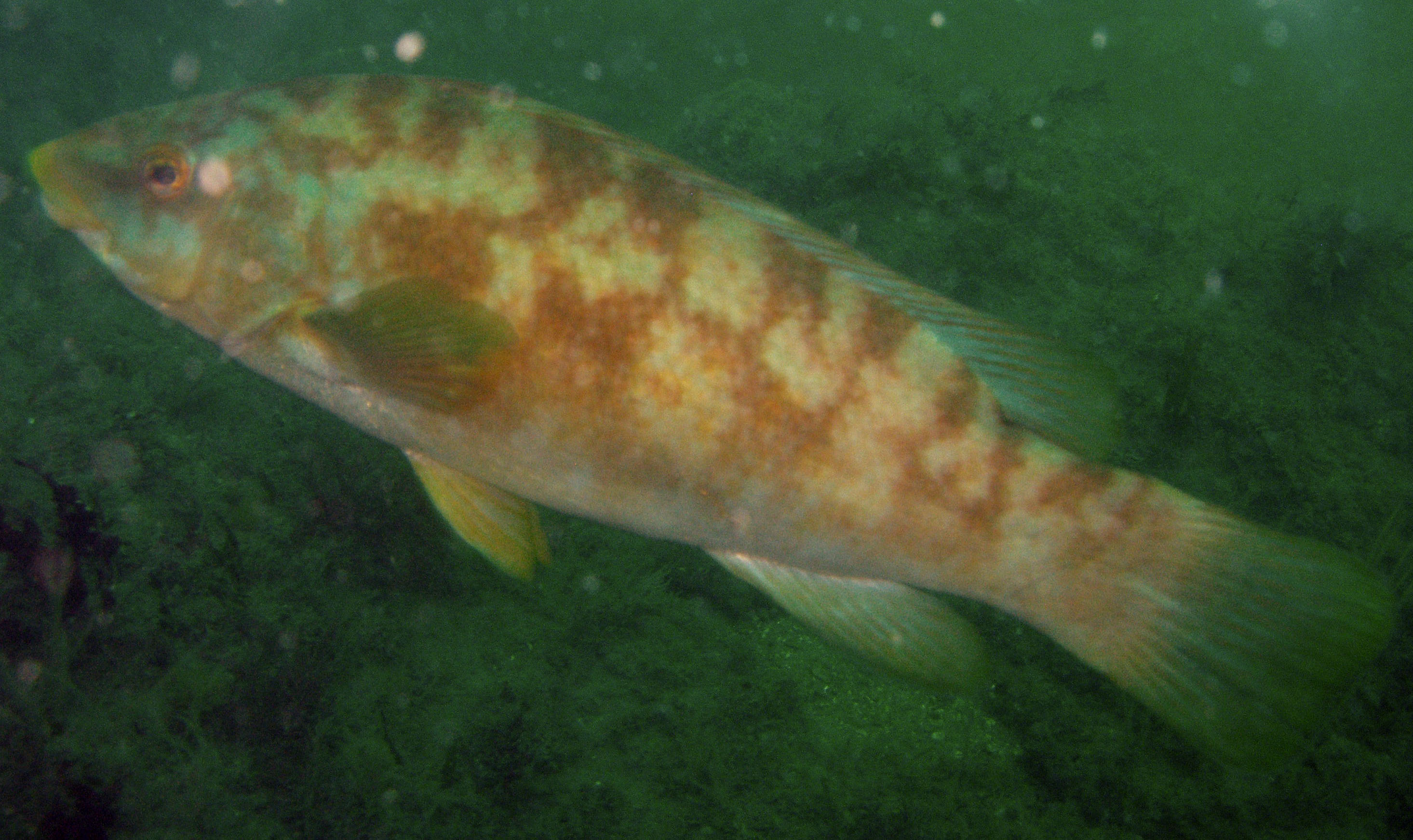
Bestenaga

La grívia, la bestenaga, la mustela, el pintat, la sula blanqueta, el tord grívia o el xinet (Labrus bergylta) és una espècie de peix de la família dels làbrids i de l'ordre dels perciformes.
Es troba a l'Atlàntic oriental: des de Noruega fins al Marroc, incloent-hi Madeira, Açores i Canàries. Menja crustacis i mol·luscs.

## Morfologia
- Els mascles poden assolir els 65,9 cm de longitud total i els 4,350 g de pes.
- Cos allargat.
- Boca petita.
- Coloració variable: de fons verd o blanc amb un reticle vermell.[2][3]